# Гай Юний Антиох Епифан
Гай Юний Антиох Епифан (на гръцки: ο Γαίος Ιούλιος Αρχέλαος Αντίοχος Επιφανής; на латински: Gaius Julius Archelaus Antiochus Epiphanes; * 38; † 92, Атина) е гръцки принц.

## Биография
Той е първороден син на Антиох IV (* 17; † сл. 72), последният цар на Комагена, и царица Юлия Йотапа I. Брат е на Калиник и Юлия Йотапа II.
Баща му го сгодява през 43 г. за Друзила (дъщеря на Ирод Агрипа I), но Гай не се обрязва и годежът му е развален. Епифан се жени през 64 г. за Клавдия Капитолина, египетска гъркиня, дъщеря на астролога Тиберий Клавдий Балбил (префект на Египет 56 г.). Той е баща на прочутия атински гражданин Гай Юлий Филопап (* 65, Беса, Атика; † 116), суфектконсул 109 г., и на Юлия Балбила (* 72, Рим; † сл. 130), която е дворцова поетеса и приятелка на император Адриан и съпругата му Вибия Сабина.
През 70 г. баща му, който подкрепя Веспасиан и е направен на васален крал, го изпраща като командир на войската да помага на Тит при обсадата на Йерусалим.
Баща му е свален през 72 г., след 34 години царуване, от управителя на провинция Сирия Луций Юний Цезений Пет заради предполагаема конспирация с партите и Комагена след това е присъединена през 74 г. към провинция Сирия. Епифан и Калиник бягат в Партия и в Рим, където са посрещнати с голяма чест от Веспасиан. Баща му отива в Лакония в Спарта и след това Веспасиан го завежда в Рим, където живее при сина си и се ползва с добро име.
Епифан умира през 92 г. в Атина. Съпругата му се връща в Александрия, Египет, където се омъжва през 94 – 98 г. за Марк Юний Руф (префект на Египет 98 г.) и той става доведен баща на децата им.